# Markus Dieckmann
Markus Dieckmann (Bonn, 7 de enero de 1976) es un deportista alemán que compitió en voleibol, en la modalidad de playa. Su hermano gemelo Christoph compitió en el mismo deporte.
Ganó cuatro medallas en el Campeonato Europeo de Vóley Playa entre los años 2002 y 2005.

## Palmarés internacional
| Campeonato Europeo | Campeonato Europeo             | Campeonato Europeo | Campeonato Europeo |
| Año                | Lugar                          | Medalla            | Pareja             |
| ------------------ | ------------------------------ | ------------------ | ------------------ |
| 2002               | Basilea (Suiza)                | Medalla de oro     | Jonas Reckermann   |
| 2003               | Alanya (Turquía)               | Medalla de plata   | Jonas Reckermann   |
| 2004               | Timmendorfer Strand (Alemania) | Medalla de oro     | Jonas Reckermann   |
| 2005               | Moscú (Rusia)                  | Medalla de bronce  | Jonas Reckermann   |